# Tania Dangalakova
Tania Bogomilova-Dangalakova (Sofia, 30 juni 1964) is een voormalig Bulgaars zwemster.

## Biografie
Tijdens de Europese kampioenschappen zwemmen 1985 won Bogomilova de titel op de 200m schoolslag, dit was de enige titel bij de vrouwen die niet werd gewonnen door een Oost-Duitse.
Bogomilova behaalde haar grootste succes tijdens de Olympische Zomerspelen van 1988 in het Zuid-Koreaanse Seoel. Zij won hier de olympische titel op de 100m schoolslag, op de 200m schoolslag miste zij het brons op negen honderdste.

## Internationale toernooien
| Jaar | Olympische Spelen                                            | Wereldkampioenschappen                                                        | Europese kampioenschappen                                                  |
| ---- | ------------------------------------------------------------ | ----------------------------------------------------------------------------- | -------------------------------------------------------------------------- |
| 1980 | 12e 100m schoolslag 13e 200m schoolslag 8e 4×100m wisselslag |                                                                               |                                                                            |
| 1981 |                                                              |                                                                               | 4e 200m schoolslag                                                         |
| 1982 |                                                              | 14e 100m schoolslag 14e 200m schoolslag 33e 100m vrije slag                   |                                                                            |
| 1983 |                                                              |                                                                               | 100m schoolslag · 4e 200m schoolslag                                       |
| 1984 | Boycot door het Oostblok                                     |                                                                               |                                                                            |
| 1985 |                                                              |                                                                               | 100m schoolslag · 200m schoolslag · 8e 200m wisselslag · 4×100m wisselslag |
| 1986 |                                                              | 100m schoolslag · 200m schoolslag · 7e 200m wisselslag · 6e 4×100m wisselslag |                                                                            |
| 1987 |                                                              |                                                                               |                                                                            |
| 1988 | 100m schoolslag · 4e 200m schoolslag · 6e 4×100m wisselslag  |                                                                               |                                                                            |
| 1989 |                                                              |                                                                               | 100m schoolslag                                                            |
| 1990 |                                                              |                                                                               |                                                                            |
| 1991 |                                                              | 7e 100m schoolslag                                                            | 100m schoolslag · 200m schoolslag                                          |

1968: Đurđica Bjedov ·
1972: Cathy Carr ·
1976: Hannelore Anke ·
1980: Ute Geweniger ·
1984: Petra van Staveren ·
1988: Tania Dangalakova ·
1992: Jelena Roedkovskaja ·
1996: Penelope Heyns ·
2000: Megan Quann ·
2004: Luo Xuejuan ·
2008: Leisel Jones ·
2012: Rūta Meilutytė ·
2016: Lilly King ·
2020: Lydia Jacoby ·
2024: Tatjana Smith